# Agnezia celtica
Agnezia celtica is een zakpijpensoort uit de familie van de Agneziidae. De wetenschappelijke naam van de soort werd in 1974 voor het eerst geldig gepubliceerd het echtpaar Claude en Françoise Monniot.